# Templo de Temis (Dodona)
El Templo de Themis (en griego: Ναός της Θέμιδας στη Δωδώνη) era un templo griego dedicado a Temis durante la antigua ciudad de Dodona, Grecia. Estaba situado junto al Templo de Zeus en su lado suroeste.

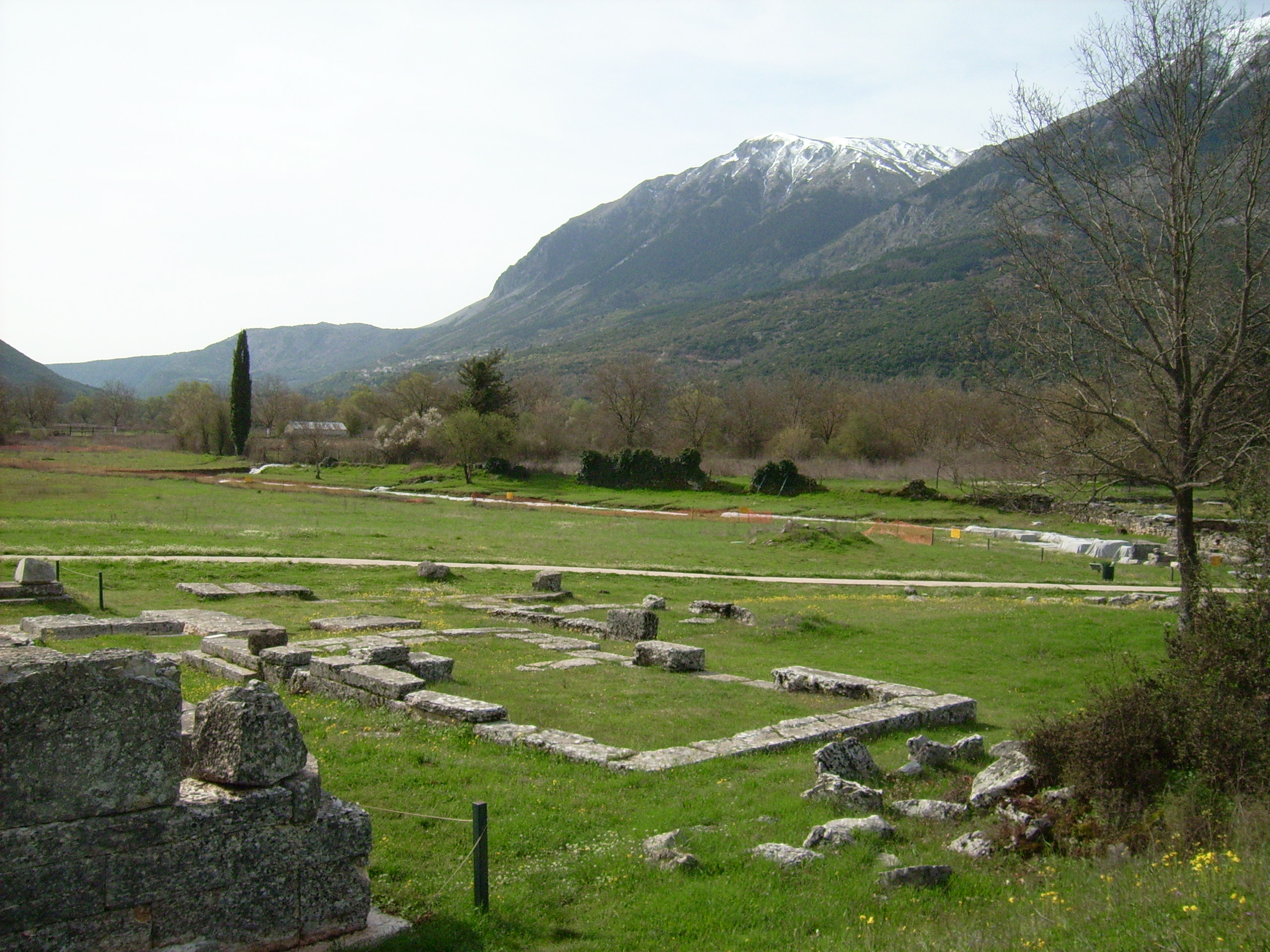
Ruinas del Templo de Temis.

Su construcción data de finales del período clásico griego o principios del período helenístico, alrededor del 340-232 a. C. En los mitos locales, Temis era la consorte de Zeus e hija de Urano y Gea, y la segunda de las diosas femeninas del santuario junto con Dione. El culto de Temis posiblemente continuó el original de la Madre Naturaleza o la Gran Diosa de Dodona.
Era de estilo jónico. Sus dimensiones eran de unos 10,3 × 6,3 m. Tenía un pronaos de cuatro columnas y una cella. Delante del templo había un altar, cuyos cimientos eran de aproximadamente 4,2 × 3,3 m, así como un soporte para una gran estatua votiva. El templo ha sido identificado por las inscripciones que allí se encuentran. Antes de esto, en la investigación se lo conocía como Edificio G.